# Arka Gdynia (basket-ball)
Maillots
Le Asseco Prokom Gdynia est un club polonais de basket-ball issu de la ville de Gdynia. Le club appartient à la Polska Liga Koszykówki soit le plus haut niveau du championnat polonais.

## Historique
Le club a été fondé en 1995 sous le nom de STK Trefl Sopot. Dès sa première saison, il remporte le championnat national de 3 division polonaise, et accède à la deuxième division. En 1996-1997, après avoir remporté le Groupe B de deuxième division, il accède à la Dominet Bank Ekstraliga, la première division du championnat polonais.
Les trois premières saisons dans l'élite sont difficiles, et le groupe change souvent, de même que les entraîneurs. Finalement, c'est en 2000 qu'arrive le déclic et l'ouverture du palmarès avec une Coupe de Pologne. Une certaine stabilité est accordée à l'entraîneur Eugeniusz Kijewski. Le podium du championnat et une nouvelle coupe nationale sont à son actif la saison suivante. Et à l'issue de la saison 2003-2004, c'est le premier titre de champion pour Sopot
Depuis 2004, le club joue l'Euroligue, et est d'ailleurs devenu le premier club polonais à atteindre le Top 16 de la compétition (dès 2004-2005).
Le Asseco Prokom Gdynia est également connu pour être un club à gros budget, et qui n'hésite pas à mettre les moyens lors du recrutement de nouveaux joueurs.

### Bilan par saison
| Saison    | Place finale | Saison régulière | Coupe européenne disputée | Résultat européen |
| --------- | ------------ | ---------------- | ------------------------- | ----------------- |
| 1997/1998 | 9e           | 12e              | -                         | -                 |
| 1998/1999 | 11e          | 11e              | -                         | -                 |
| 1999/2000 | 9e           | 9e               | -                         | -                 |
| 2000/2001 | 3e           | 4e               | Coupe Korać               | 1/4 de finale     |
| 2001/2002 | 2e           | 2e               | Coupe Korać               | 1/4 de finale     |
| 2002/2003 | 2e           | 1er              | FIBA Champions Cup        | 2e place          |
| 2003/2004 | champion     | 2e               | Coupe ULEB                | 8e de finale      |
| 2004/2005 | champion     | 1er              | Euroligue                 | Top 16            |
| 2005/2006 | champion     | 1er              | Euroligue                 | 1er tour          |
| 2006/2007 | champion     | 1er              | Euroligue                 | Top 16            |
| 2007/2008 | champion     | 2e               | Euroligue                 | 1er tour          |
| 2008/2009 | champion     | 1er              | Euroligue                 | Top 16            |
| 2009/2010 | champion     | 1er              | Euroligue                 | 1/4 de finale     |
| 2010/2011 | champion     | ?                | Euroligue                 | 1er tour          |
| 2011/2012 | champion     | ?                | Euroligue                 | 1er tour          |

## Palmarès
- Champion de Pologne : 2004, 2005, 2006, 2007, 2008 (Trefl Sopot), 2009, 2010, 2011, 2012
- Coupe de Pologne : 2000, 2001, 2006, 2008 (Trefl Sopot)
- Supercoupe de Pologne : 2001 (Trefl Sopot)

## Entraîneurs successifs
- 1997 - 1998 :  Tadeusz Aleksandrowicz puis  Tomasz Służałek
- 1998 - 1999 :  Arkadiusz Koniecki puis  Krzysztof Koziorowicz
- 1999 - 2000 :  Ryszard Szczechowiak puis  Eugeniusz Kijewski
- 2000 - 2007 :  Eugeniusz Kijewski
- 2007 - 2012 :  Tomas Pačėsas

## Joueurs célèbres ou marquants
| - Adam Waczyński - Piotr Szczotka - Przemysław Zamojski - Krzysztof Szubarga - David Logan - Hüseyin Besok | - Rubén Wolkowyski - Travis Best - Alex Acker - Venson Hamilton - Pat Burke - Gintaras Einikis | - Donatas Motiejūnas - Darius Maskoliūnas - Jan-Hendrik Jagla - Tomas Van Den Spiegel - Koko Archibong - Qyntel Woods | - Daniel Ewing - Łukasz Koszarek - Mateusz Ponitka - Ryan Richards |

## Galerie

Ancien logo (1995-1998)
Ancien logo (1999-2008)